# Aiguille Ravanel
L'aiguille Ravanel est un sommet du massif du Mont-Blanc culminant à 3 696 m d'altitude. Elle présente une pointe rocheuse très élancée voisine de l'aiguille Mummery.

## Toponyme
L'appellation « aiguille Ravanel » a été donnée par Émile Fontaine qui en a réalisé la première ascension en l'honneur de son guide attitré Joseph Ravanel.

## Géographie

### Situation
L'aiguille Ravanel est située entre l'aiguille de Triolet et les Courtes sur un chaînon qui aboutit à l'aiguille Verte. Elle a une cime jumelle, l'aiguille Mummery, d'une altitude légèrement supérieure (3 700 m) dont elle est séparée par une brèche. Le versant nord domine le glacier d'Argentière et le versant sud le glacier de Talèfre.

### Géologie
Du point de vue géologique, l'aiguille Ravanel est constituée, comme une grande partie du massif du Mont-Blanc, de protogine, variété de granite de couleur verte.

## Premières ascensions
- 22 août 1902 - arête sud-est par Émile Fontaine accompagné des guides Joseph Ravanel et Léon Tournier.
- Août 1919 - Paul Chevalier et Jacques de Lépiney.
- Août 1919 - couloir Mummery-Ravanel.
- Septembre 1923 - face sud et arête nord-ouest par Mme D. Bosio, G. Bosio et E. Calcagno.
- 15 janvier 1929 -  hivernale de l'arête sud-est par André Clérrico, Elisabeth de Ferré de Péroux et Arthur Ravanel.
- 5 septembre 1930 - arête est-nord-est par Raymond Gaché, Robert Jonquière et les guides Georges Charlet et Georges Cachat.

## Alpinisme
Aucun itinéraire d'ascension n'est aisé :
- Arête sud-est (D).
- Arête nord-ouest (TD).
- Traversée des Courtes et des aiguilles Ravanel et Mummery (D).

Le 1er août 1948, lors d'une descente en rappel de l'aiguille Ravanel, le guide Étienne Livacic et de sa cliente trouvent la mort en raison d'une chute de pierres. Le porteur et un autre client sont rescapés.

## Accès
L'accès se fait par le versant Talèfre et le refuge du Couvercle. La base de l'aiguille se gagne via le col des Cristaux.

## Filmographie
La flèche élancée de l'aiguille Ravanel, symbole d'inaccessibilité, a suscité la réalisation de deux films :
- L'Ascension des aiguilles Ravanel et Mummery réalisé par Georges Tairraz II avec Armand Charlet, Georges Charlet, Arthur Ravanel et Henri Couttet, documentaire, 1924 ;
- Les Passagers du Vide, Antoine Mesnage, documentaire, 2023.